# Lusikowa

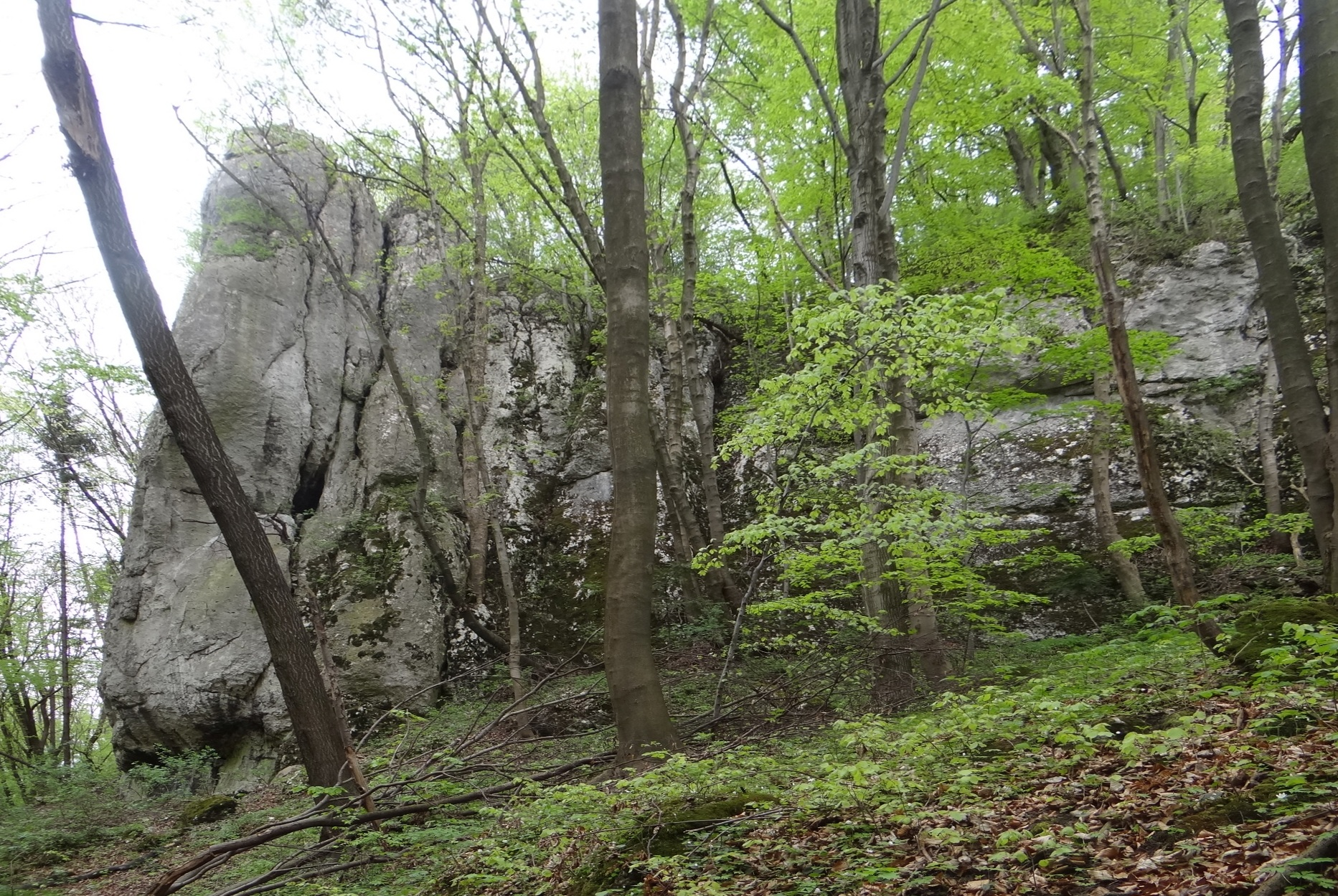
Lusikowa, ściana południowa

Lusikowa – skała w Ojcowskim Parku Narodowym, w Wąwozie Smardzowickim na lewym zboczu Doliny Prądnika. Znajduje się w lesie, nieco powyżej szlaku turystycznego przecinającego dno wąwozu. Szlak ten okrąża skałę Podwójną. Skała Lusikowa znajduje się po tej samej, orograficznie prawej stronie wąwozu, co Podwójna, ale wyżej. Jest widoczna ze szlaku turystycznego i prowadzi obok niej dnem wąwozu nieznakowana ścieżka do Smardzowic.

## Szlak turystyki pieszej
wejście obok skały Słupek, przez wąwóz Wawrzonowy Dół, wypłaszczenie Skały Krukowskiego, Jaskinię Ciemną, powyżej skały Rękawica, przez punkty widokowe na górze Koronnej i skałę Wapiennik, obok  Podwójnej i Skały Puchacza do dna Doliny Prądnika przy wylocie Wąwozu Smardzowickiego. 